# クリスチャン・ジャック

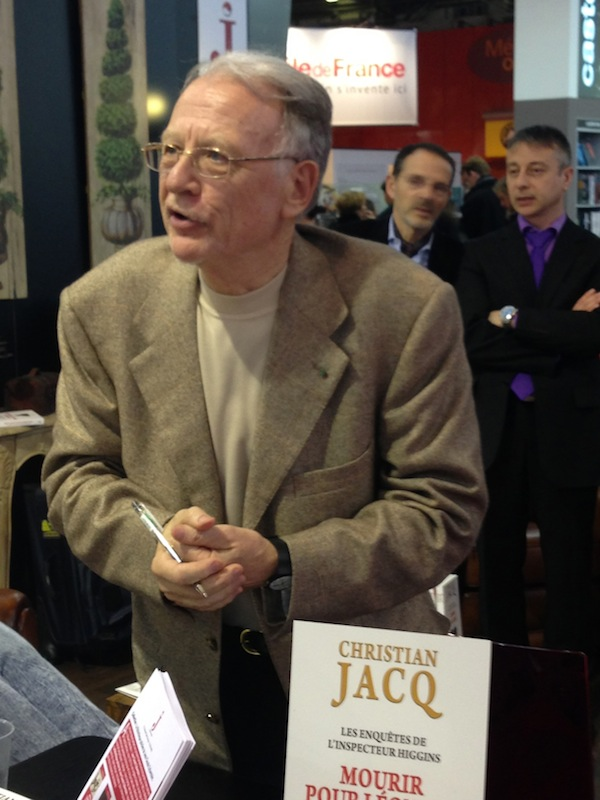
クリスチャン・ジャック

クリスチャン・ジャック(Christian Jacq、1947年 - )は、フランスの作家、エジプト学者。

## 来歴
フランス・パリの生まれ。ソルボンヌ大学で哲学と古典文学を学んだ後、エジプト学の研究で学位を取得した。
古代エジプトを舞台にした作品を多数執筆している。
1995年には5巻からなる「太陽の王ラムセス」のシリーズを発表した。これはベストセラーとなり、日本を含む25ヶ国以上で出版された。

## 作品リスト
- 『太陽の王ラムセス』
  - 『太陽の王ラムセス1』
  - 『大神殿』
  - 『カデシュの戦い』
  - 『アブ・シンベルの王妃』
  - 『アカシアの樹の下で』
- 『光の王妃アンケセナーメン』
- 『ブラック・ファラオ』
- 『ピラミッドの暗殺者』
  - 『解かれた封印』
  - 『砂漠を覆う闇』
  - 『最後の審判』
- 『永遠のツタンカーメン』
- 『光の石の伝説』
  - 『ネフェルの目覚め』
  - 『巫女ウベクヘト』
  - 『パネブ転生』
  - 『ラムセス再臨』
- 『自由の王妃アアヘテプ物語』